# 莎瑟街
莎瑟街是澳洲新南威爾斯州雪梨商業中心區的一條南北向街道，沿城市西側延伸，北起克臣道（Hickson Road），南至禧街。街道長1.7（1.1英里），位於雪梨市地方政府行政區內。街道以英皇佐治三世之子修適士公爵奧古斯都·腓特烈命名。
該街道是紐修威工黨總部駐地，故「莎瑟街」常被被廣泛用作紐省工黨及工黨總部之代稱。

## 圖集

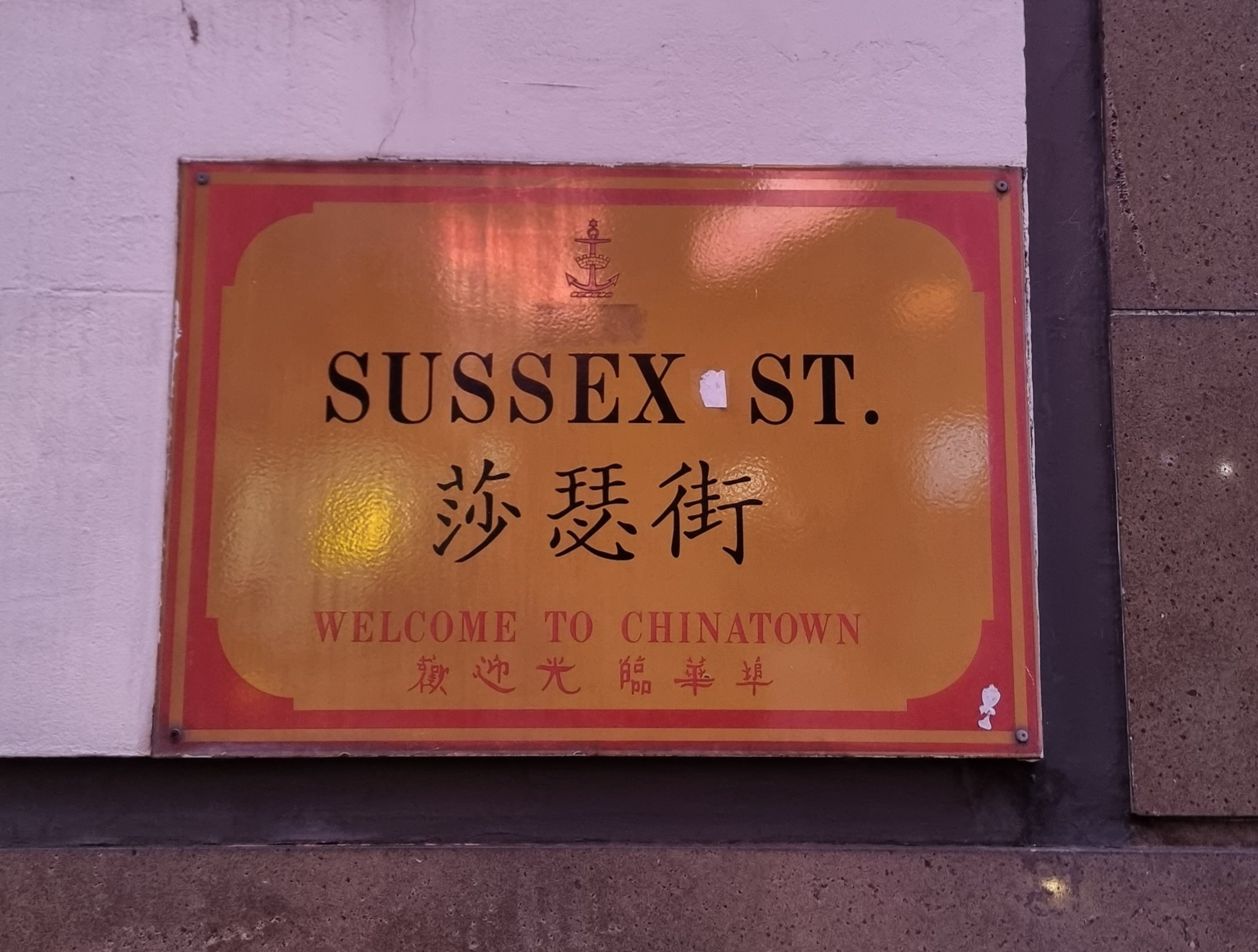
莎瑟街雙語路牌
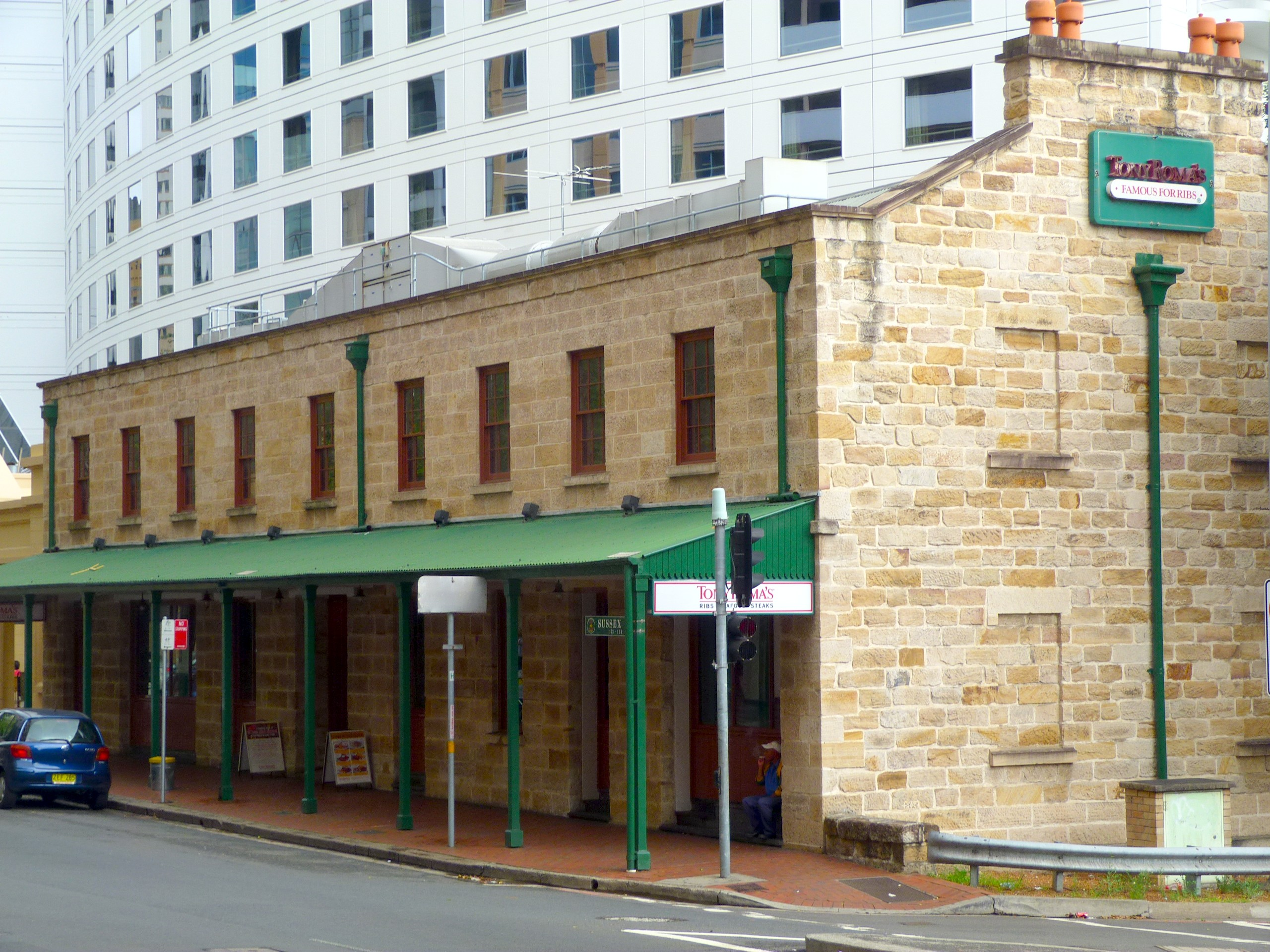
莎瑟街163–169號（英语：163–169 Sussex Street, Sydney）
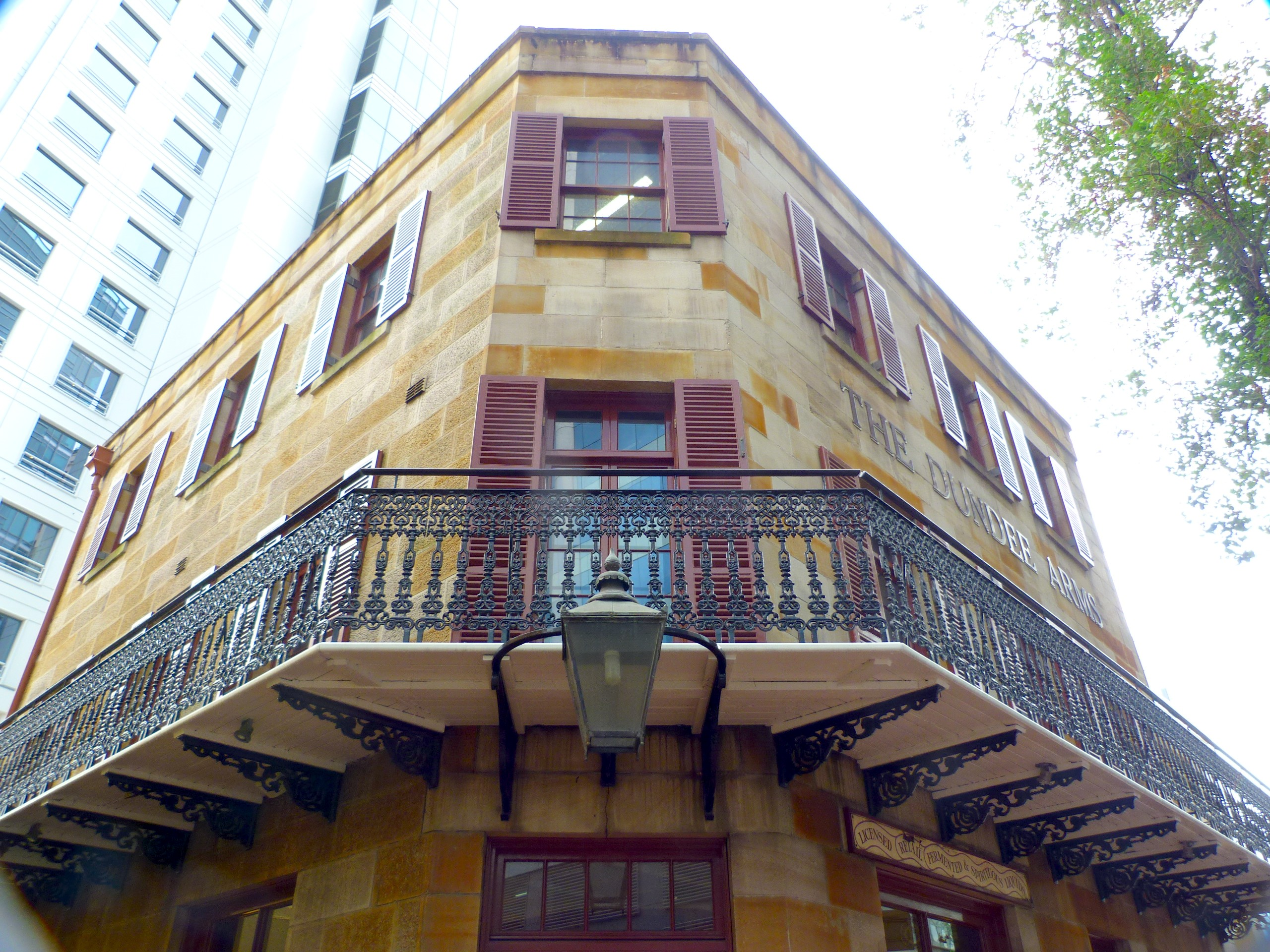
Dundee Arms Hotel
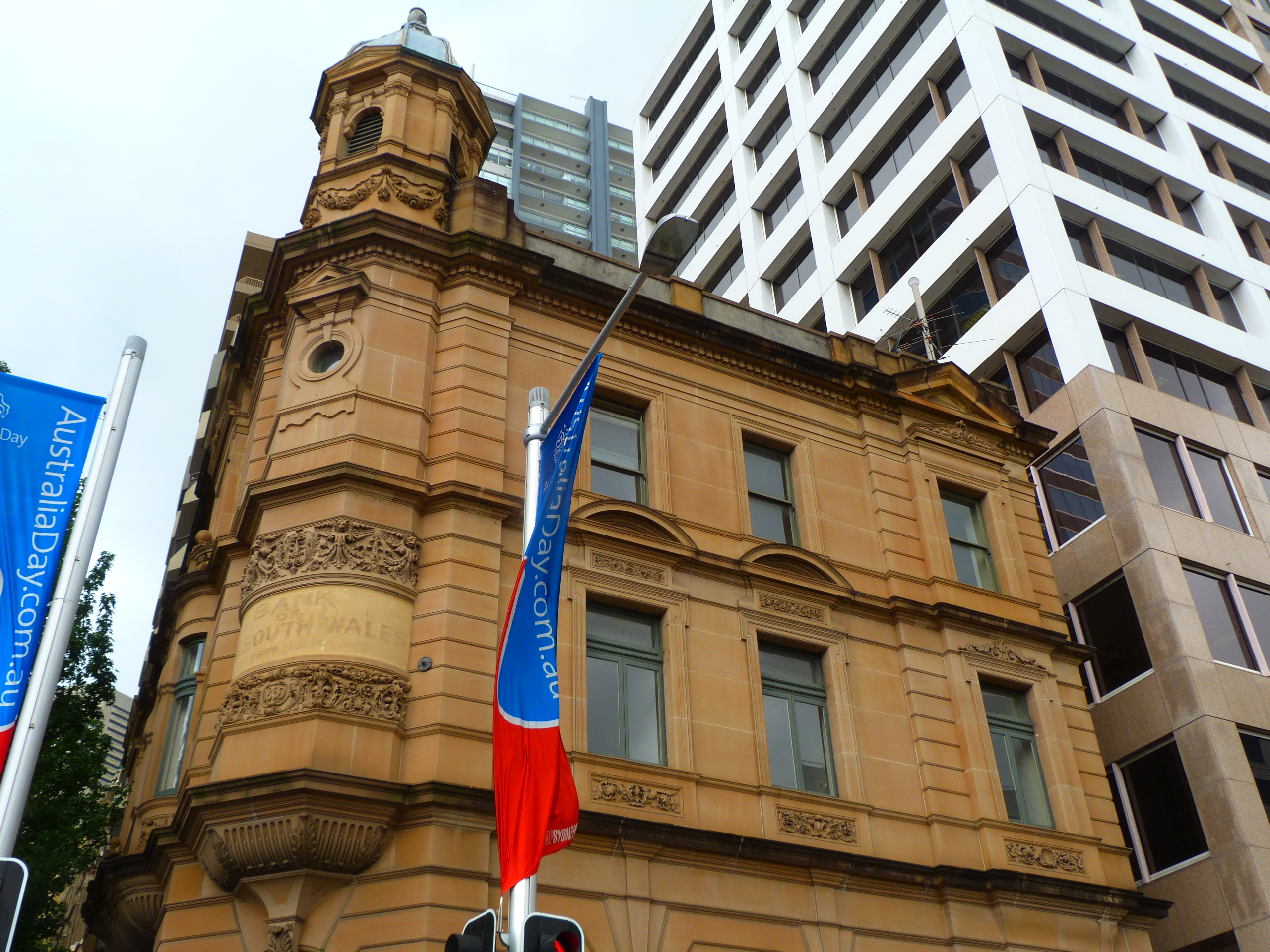
溫達美樓（Windermere Chambers）
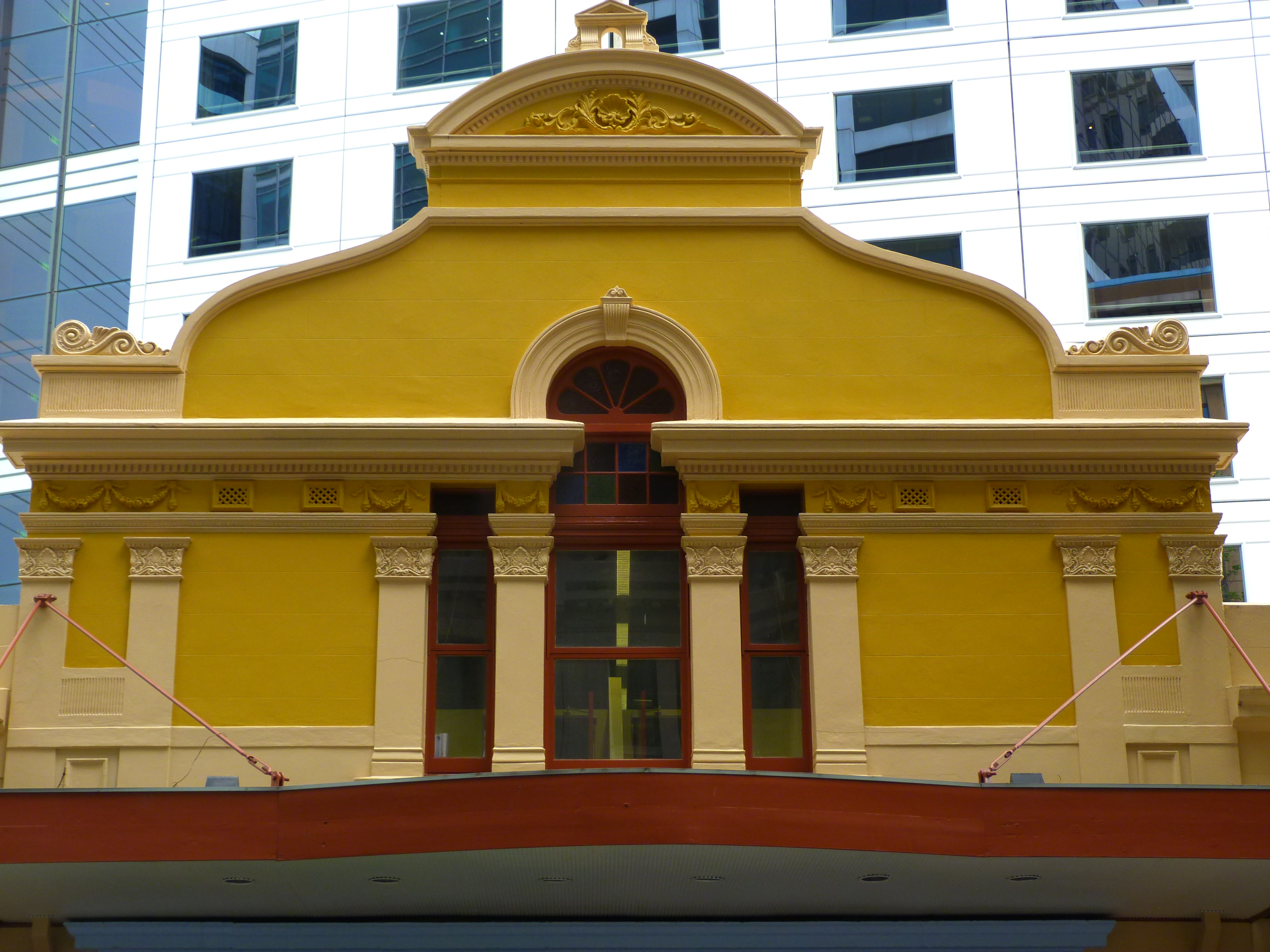
痕打河輪船公司（Hunter River Steamship Navigation Company）
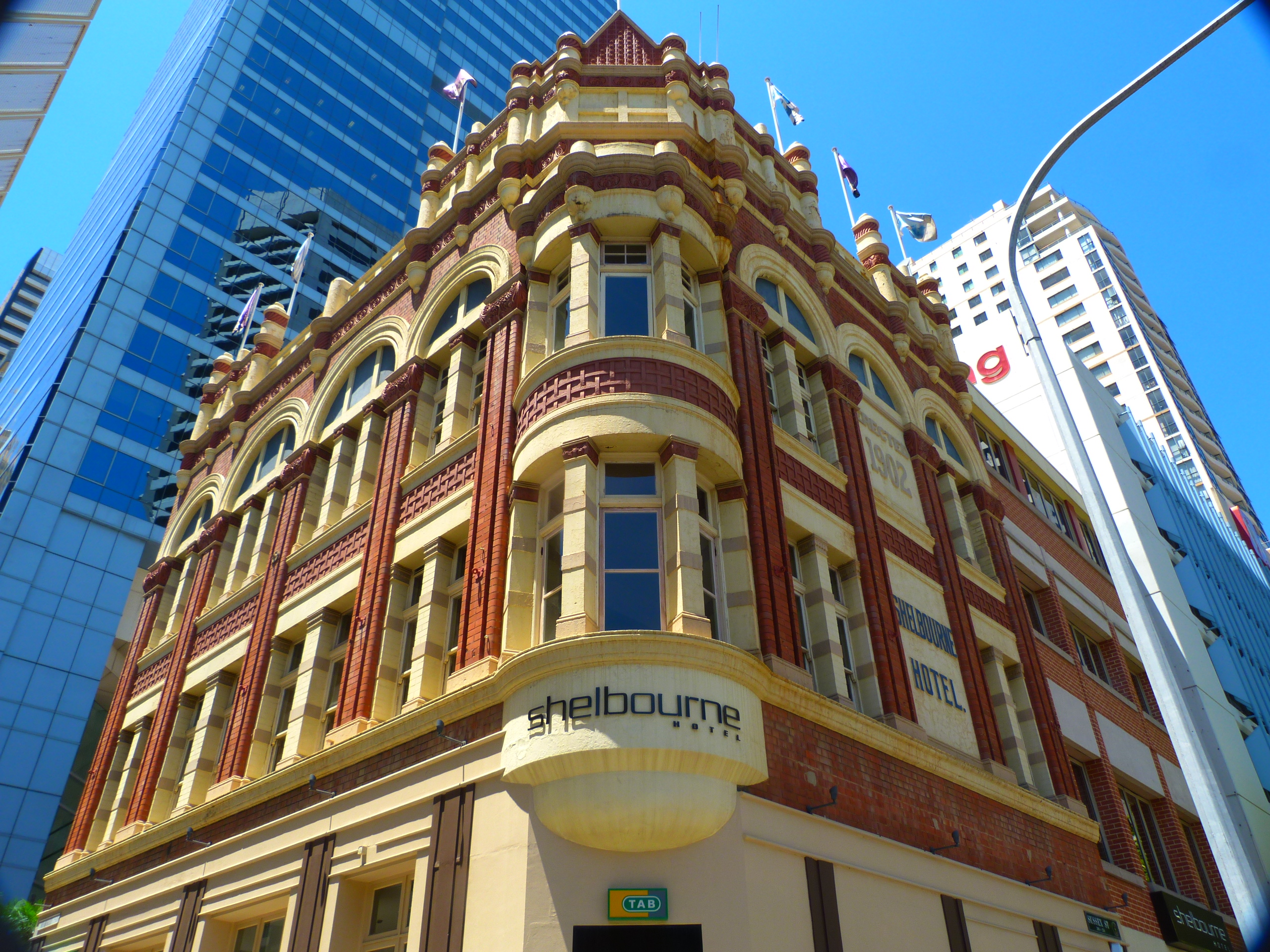
雪邦酒店（Shelbourne Hotel）
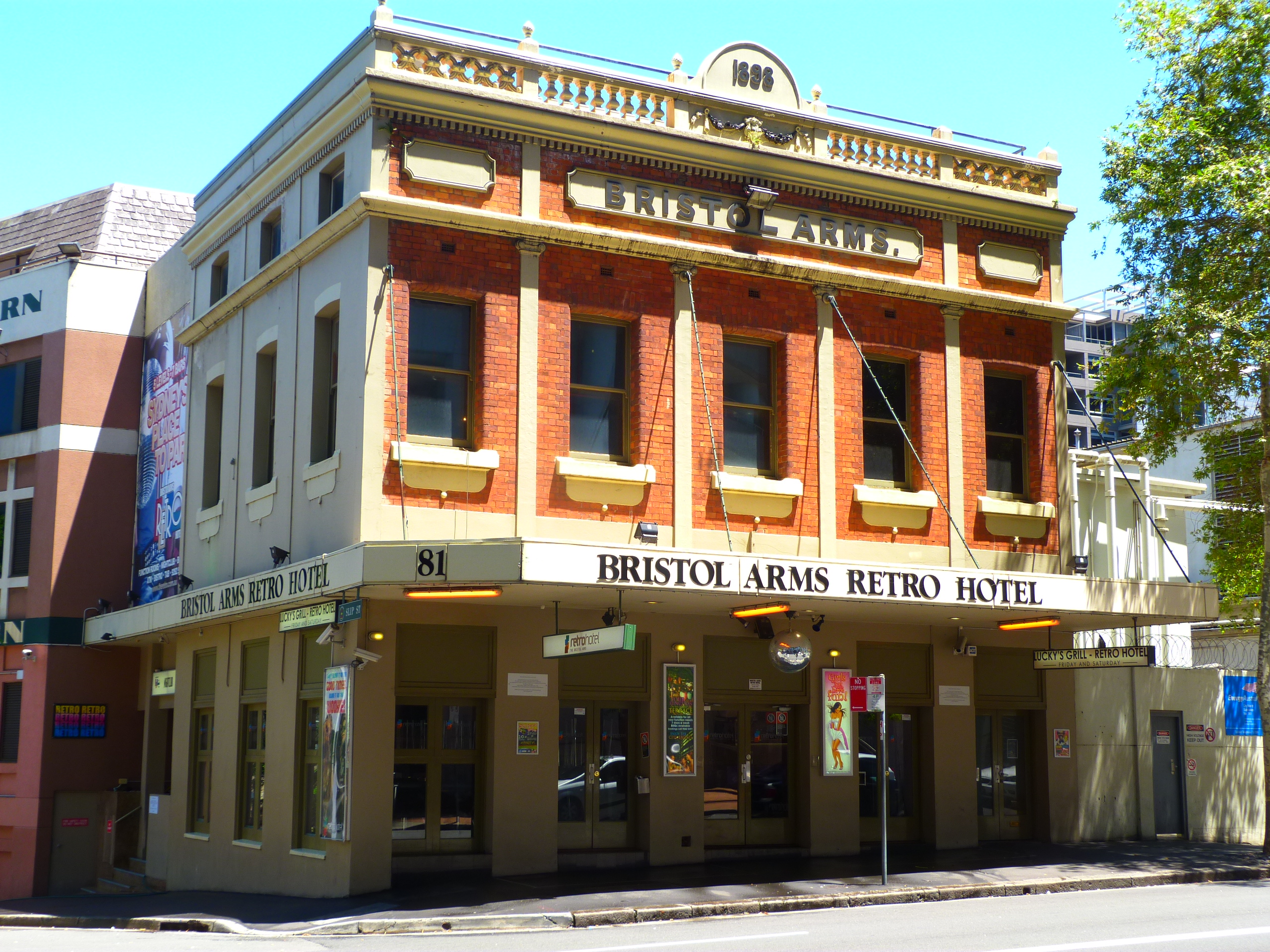
Bristol Arms Hotel
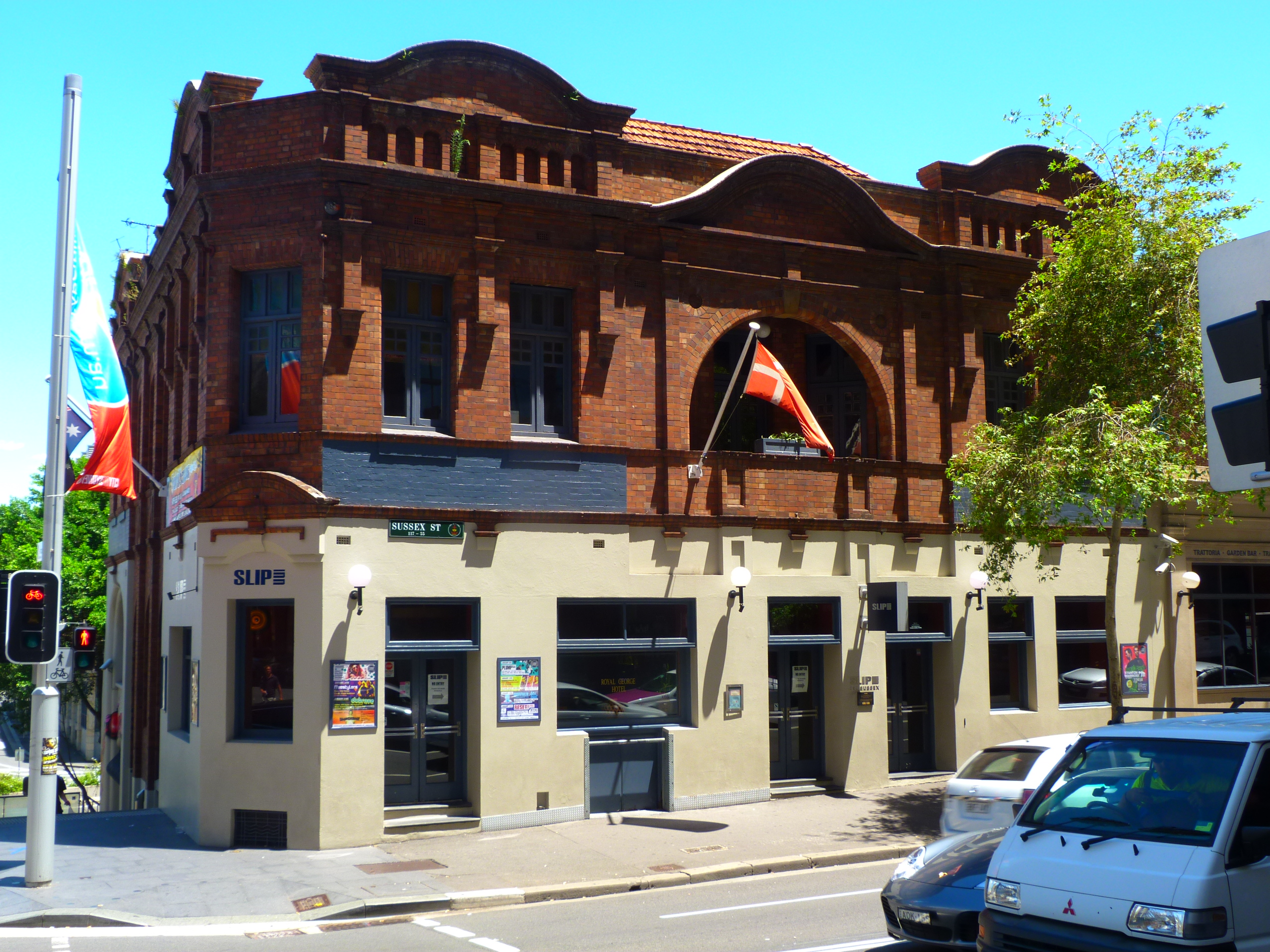
皇家佐治酒店（英语：Royal George Hotel, Sydney）
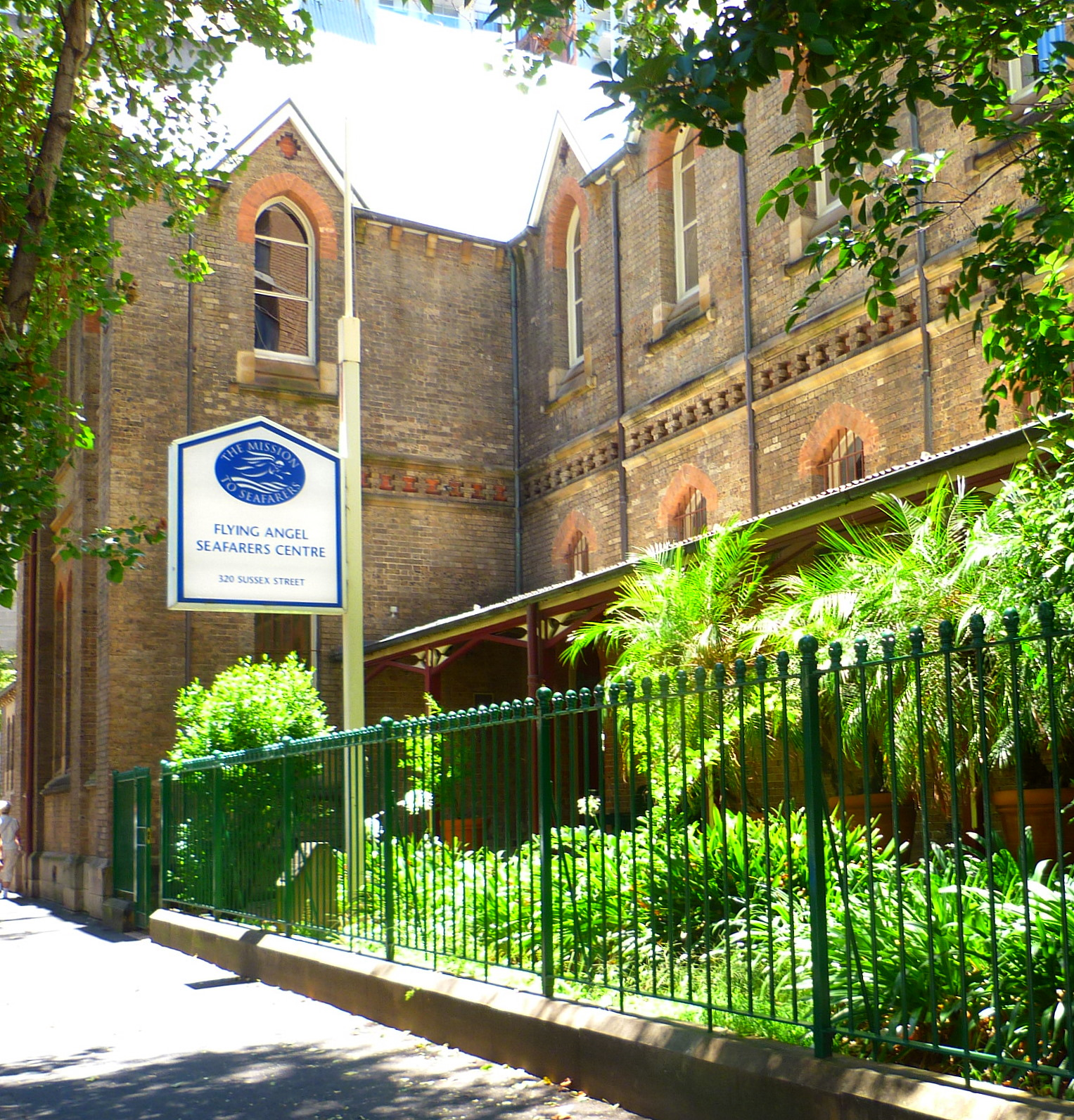
公立學校原校舍
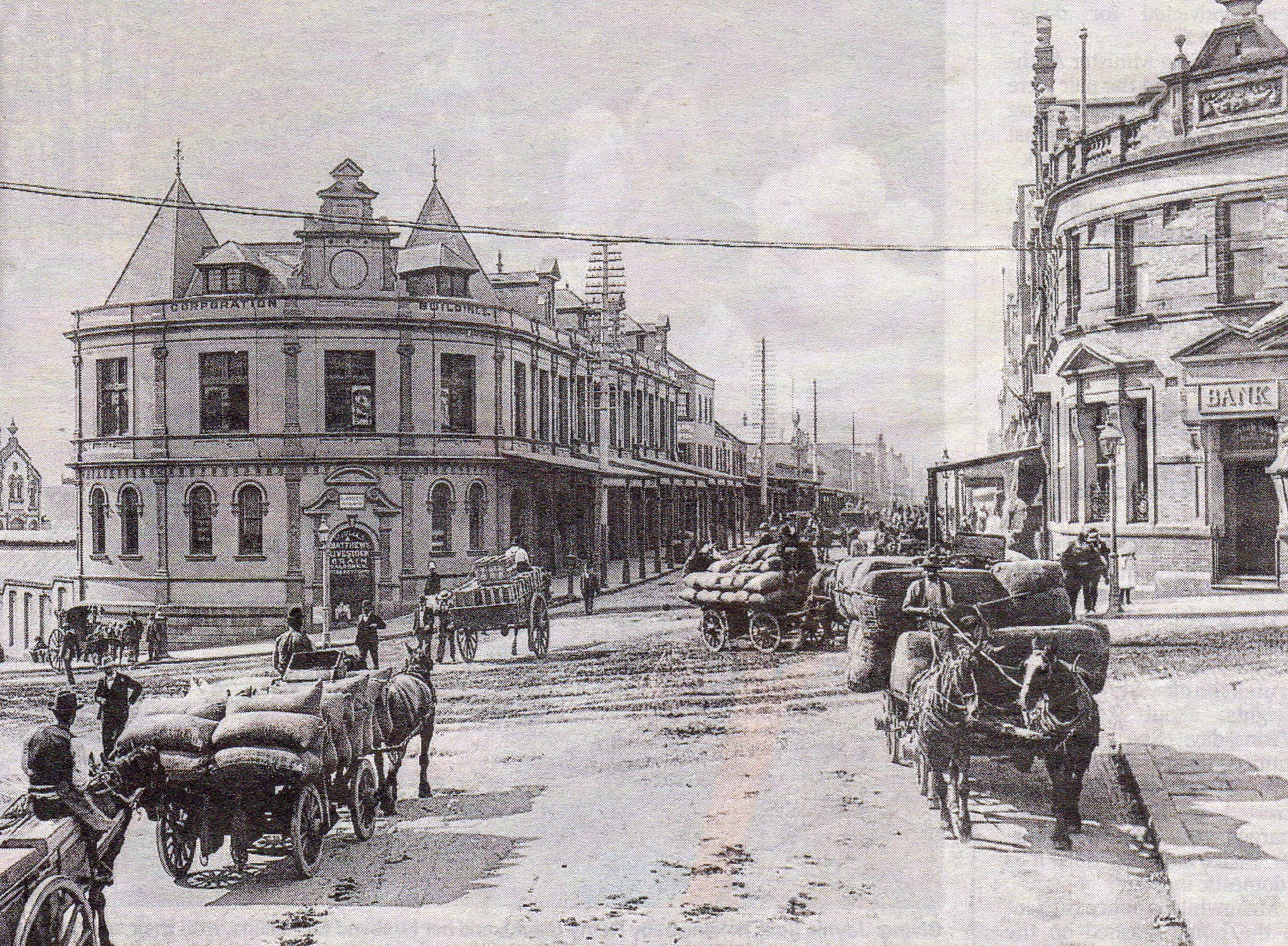
莎瑟街舊相，左為穀物交易所（英语：Corn Exchange, Sydney）